# Pac-Man

Pac-Man (Spielfigur)

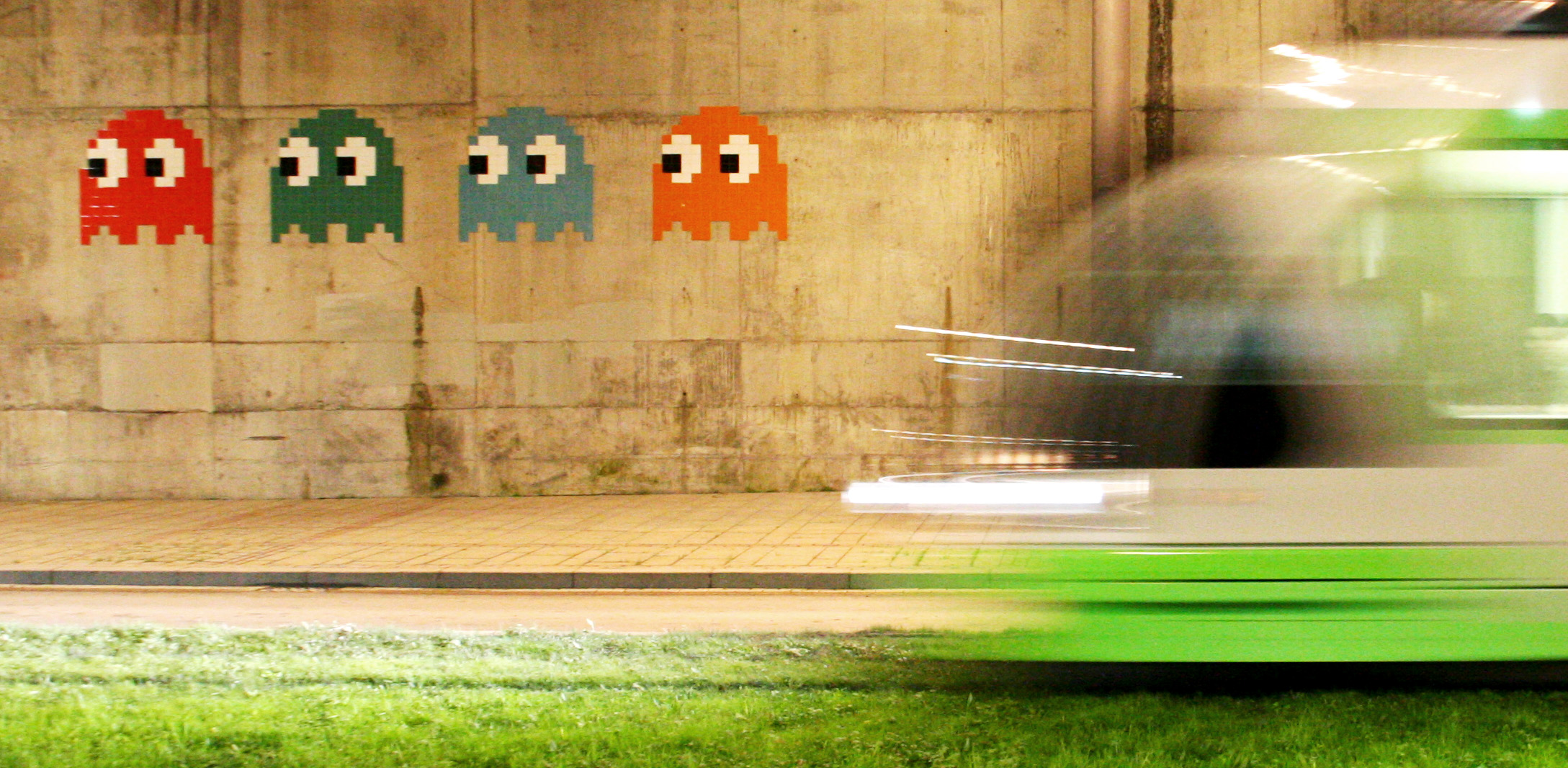
Pac-Man-Geister des Künstlers Invader am Guggenheim-Museum Bilbao

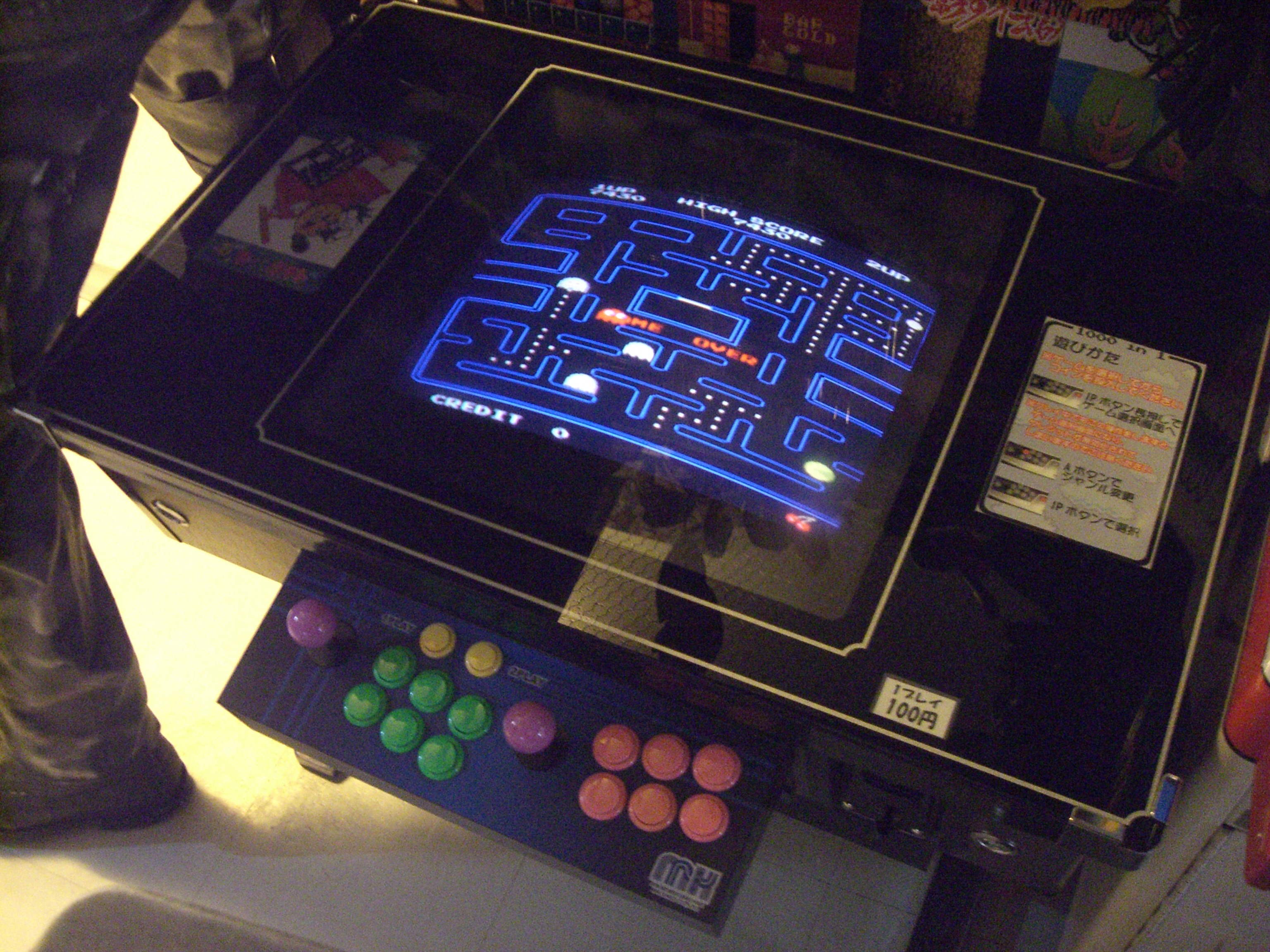
Pac-Man (Cocktail Gerät)

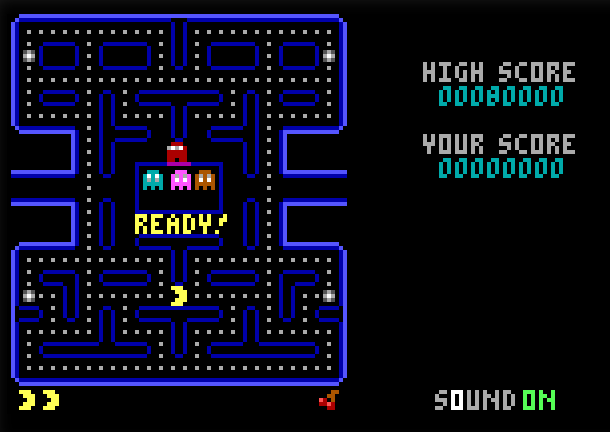
Freie Pac-Man-Variante Paku Paku für DOS (CGA-Grafik mit 16 Farben)

Pac-Man (jap. パックマン, Pakkuman) ist ein Arcade- und Videospiel, welches erstmals am 22. Mai 1980 von Namco in Japan als „Puck Man“ für Arcade-Automaten veröffentlicht wurde.
Es erschienen zahlreiche Klone, Varianten und Weiterentwicklungen des Spiels für so gut wie alle Betriebssysteme. Das Original kann heute mit einem Emulator (z. B. MAME) gespielt werden, wobei die eigentlichen Spieldateien (ROMs) bei universellen Emulatoren nicht inbegriffen sind.

## Name
Der Name leitet sich von der japanischen Lautmalerei paku paku für „wiederholt den Mund öffnen und schließen“ und der Puck-förmigen Gestalt der Hauptfigur her; zudem bedeutet puck auf Englisch auch „Kobold“. Es wurde vom Spieledesigner Tōru Iwatani entworfen. Am 26. Oktober 1980 erschien das Spiel von Midway lizenziert als Pac-Man in den USA. Der Name wurde geändert, da man befürchtete, dass die Aufschrift „Puck Man“ auf dem Automaten in „Fuck Man“ abgewandelt werden könnte. Spielerisch blieb es unverändert, außer dass die vier Geister im Spiel andere Namen erhielten.

## Spielprinzip
Die Spielfigur Pac-Man muss Punkte in einem Labyrinth fressen, während sie von Gespenstern verfolgt wird. Frisst man eine „Kraftpille“, kann man für eine gewisse Zeit umgekehrt selbst die nun blau eingefärbten Gespenster verfolgen. Manchmal erscheint auch Obst auf dem Spielfeld, das dem Spieler Extrapunkte einbringt, wenn man es frisst. Wenn man das Symbol nicht frisst, verschwindet es nach einiger Zeit wieder. Sind alle Punkte gefressen, gelangt man in den nächsten Level. Dieser unterscheidet sich vom vorigen im Wesentlichen nur durch die höhere Spielgeschwindigkeit (in den niedrigeren Leveln auch durch ein verändertes Gegnerverhalten). Die Steuerung erfolgt in der Arcade-Version per Joystick.
Links und rechts am Bildschirm befindet sich ein Tunnel, durch den man gehen und so die Gegner täuschen kann. Die Gespenster bewegen sich nicht zufällig. Jedes hat eine bestimmte Strategie, die den Bewegungen bzw. Eingaben des Spielers folgt.
Da das Spiel ein weibliches Publikum ansprechen sollte, gestaltete Iwatani „niedliche“ Gegner-Figuren. Pac-Mans Gegenspieler sind vier bunte Geister mit großen Augen, deren Gestalt an das fransige Ende eines Wischmopps erinnert. Die Geister zeigen jeweils ein eigenes Verhalten und tragen Namen und Spitznamen. Die Namen der Geister sind während des Attract Mode zu sehen und wurden für die US-Version geändert. Sie lauten wie folgt:
| Farbe    | Puck Man (Japan) | Puck Man (Japan) | Puck Man (Japan) | Puck Man (Japan) | US-Pac-Man       | US-Pac-Man |
| Farbe    | Charakter (Name) | Übersetzung      | Spitzname        | Übersetzung      | Charakter (Name) | Spitzname  |
| -------- | ---------------- | ---------------- | ---------------- | ---------------- | ---------------- | ---------- |
| Rot      | Oikake           | Verfolger        | Akabei           | Roter            | Shadow           | Blinky     |
| Pink     | Machibuse        | Hinterhalt       | Pinky            | Pinker           | Speedy           | Pinky      |
| Hellblau | Kimagure         | launisch         | Aosuke           | Blauer           | Bashful          | Inky       |
| Orange   | Otoboke          | Dummkopf         | Guzuta           | Langsamer        | Pokey            | Clyde      |

## Rekorde
Einen historischen Rekord erzielte Billy Mitchell angeblich am 3. Juli 1999. Er absolvierte 255 Level mit maximaler Punktzahl, ohne jemals gefressen zu werden. Dabei sammelte er sämtliche Boni ein und fraß jeden blauen Geist. Am 12. April 2018 wurden alle Rekorde Billy Mitchells von der Highscore-Datenbank Twingalaxys entfernt, und er wurde als „Cheater“ entlarvt. Der maximale Score liegt bei 3.333.360 Punkten und wird als perfect game bezeichnet.
Als Zweiter spielte Rick Fothergil im Mai 2000 ein perfektes Spiel – der Dritte, Chris Ayra (Juni 2000), erzielte einen neuen Zeitrekord. Er spielte die 255 Level in 3 Stunden, 42 Minuten und 4 Sekunden.
Am 12. September 2009 wurde nun offiziell ein neuer Rekord verkündet. Der neue Rekordhalter David Race war um 42 Sekunden schneller als Chris Ayra und schaffte es somit auf eine Zeit von 3 Stunden, 41 Minuten und 22 Sekunden.
Bei der 1. offiziellen Atari-Pac-Man-Weltmeisterschaft 1982 in Paris sammelte der damals 26-jährige deutsche Student Johann Beiderbeck innerhalb von 15 Minuten 14.516 Punkte und sicherte sich hiermit den Titel.
In den USA trat 1982 in der Fernsehshow „Starcade“ der damals 8-jährige Jeffrey R. Yee auf und behauptete, nach mehrstündiger Spielzeit einen Punktestand von 6.131.940 erreicht zu haben. Dafür erhielt er am 5. Dezember 1982 ein Glückwunschschreiben von Präsident Ronald Reagan, der ihm zu dem Weltrekord gratulierte. Ein solcher Punktestand wäre jedoch nur möglich, wenn Level 256 absolviert werden könnte.

## Level 256
Obwohl das Spiel darauf ausgelegt ist, kein Ende zu nehmen, ist der „Split-Screen-Level 256“ aufgrund eines technischen Umstands unlösbar. Der linke Teil des Bildschirms zeigt den üblichen Teil des Labyrinths, während der rechte scheinbar zusammenhangslos mit Buchstaben und Symbolen gefüllt ist.
Der Levelzähler ist ein 8 Bit großer vorzeichenloser Ganzzahlwert. Beim Wechsel von Level 255 (0xFF) zu 256 läuft die Speicherstelle über und nimmt den Wert 0x00 an. Für die Zerstörung des Labyrinths sorgt eine Schleife, die Früchte am unteren Bildschirmrand zeichnet, um in den ersten sieben Leveln den aktuellen Levelstand anzugeben. Diese wird aufgerufen, wenn der Levelzähler kleiner als 0x08 ist, also auch bei Level 0x00 – für die höheren Level dagegen wird ein anderer Codeblock durchlaufen. Die Bedingung zu einem weiteren Schleifendurchlauf wird mit dem Assembler-Befehl djnz (decrement and jump if not zero) abgefragt. Da die Speicherstelle beim erstmaligen Dekrementieren nun von 0x00 auf 0xFF überläuft und ungleich 0 ist, wird die Schleife insgesamt 256-mal durchlaufen.
Ein 1 kB großer Bereich im Grafikspeicher gibt an, welches Symbol auf dem Bildschirm wo gezeichnet werden soll. Die Anordnung ist so gewählt, dass ab Adresse 0x4000 der untere zweizeilige Bildschirmrand von rechts nach links, anschließend ab Adresse 0x4040 das Spielfeld von oben rechts nach unten und ab Adresse 0x43c0 der obere Bildschirmrand angegeben ist. Dem folgt ein gleich großer und gleich angeordneter Bereich mit Farbinformationen. Im Level 256 kopiert nun die Schleife die sieben Früchte ab Adresse 0x3b08 in den Grafikspeicher, läuft aber noch weiter, obwohl anschließend keine Fruchtobjekte mehr folgen. Die Folge ist, dass die Hälfte des Spielfelds mit Daten aus dem ROM überschrieben wird, ehe die 256 Durchläufe abgeschlossen sind.
Der Level ist nicht lösbar, da in der linken Spielfeldhälfte nicht genug Punkte zum Absolvieren des Levels vorhanden sind.
Mitchell, der diesen Level nach eigenen Angaben mehrere hundert Male erreicht hat, hatte 1999 einen Preis über 100.000 US-Dollar für denjenigen ausgesetzt, der nachweisbar vor dem 1. Januar 2000 diesen Level erfolgreich meisterte. Der Preis blieb unbeansprucht.

## Nachfolger und ähnliche Spiele
Offizielle Arcade-Nachfolger von Namco- und Midway-Ablegern sind:

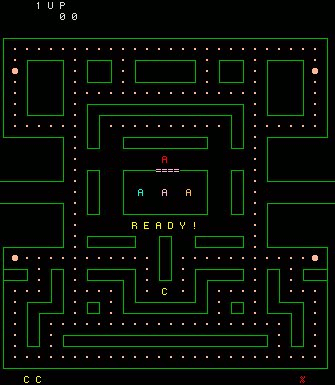
Freie, textbasierte Version MyMan

- Ms. Pac-Man: Pac-Man mit minimalen Änderungen und einer Ms. Pac-Man als Hauptfigur von Bally Midway
- Pac-Man Plus: Ein verbessertes Pac-Man mit leicht höherem Schwierigkeitsgrad und dem Feature der Unsichtbarkeits-Frucht von Midway
- Super Pac-Man: Pac-Man frisst Früchte in Gängen, die erst mit gesammelten Schlüsseln geöffnet werden können. Der Superpacman ist hier ein übergroßer Pacman, der sich durch alles fressen kann, inklusive der Türen.
- Pac & Pal: Pac-Man mit Früchten
- Professor Pac-Man: Ein Quizspiel von Midway
- Jr. Pac-Man: Pac-Man Junior auf einem ca. doppelt so großen Spielfeld wie das Original und neuen Handicaps in Form von Monstern, die Erbsen verdicken, die sich dadurch langsamer fressen lassen.
- Pac-Land: Ein Pac-Man-Jump-’n’-Run
- Pac-Mania: Pac-Man auf einem pseudo-3D-isometrischen Spielfeld
- Pac-Man Arrangement: Pac-Man als Teil der Namco Classics Collection Volume 2 von 1996 mit vielen Verbesserungen im Detail

Zahlreiche weitere Spiele basieren auf einem ähnlichen Spielprinzip:
- Head On (Sega/Gremlin, 1979), 1. Punkte-Fress-Spiel (Inspiration für Pac-Man)
- Lady Bug (Universal Games, 1981) mit Drehtüren
- Piranha (GL, 1981)
- Trashman (Creative Software, 1982, VC-20)
- Hase und Wolf (Polyplay, 1985, basierend auf der Fernsehserie Hase und Wolf), DDR
- Twomaze (Atari XL/XE) von Frank Ostrowski
- Ms. Pac-Man Special Color Edition (1999, Game Boy Color)
- Pac-Man Championship Edition (Namco Bandai Games, 2007, optisch angepasst und unterschiedliche Labyrinthe) für die Xbox und PSP
- Pac-Man Championship Edition DX (Namco Bandai Games, 2010, erweiterte Version der Championship Edition) für Xbox 360, PlayStation 3, Windows (unter dem Namen Pac-Man Championship Edition DX+ bei Steam erhältlich)
- Pac-Man Championship Edition 2 (Bandai Namco, 2016) erscheint ausschließlich digital für PC, PlayStation 4 und Xbox One.
- Pac-Man Championship Edition 2 PLUS (Bandai Namco, 2018, entspricht Championship Edition 2, ergänzt um einen Modus für zwei Spieler), für die Nintendo Switch.
- Pac-Man 256 von Bandai Namco Entertainment

## Sonstiges

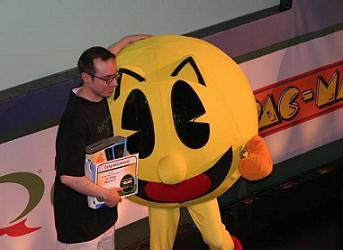
Pac-Man-Weltmeister 2007, der Mexikaner Carlos Daniel Borrego

Designer Tōru Iwatani gibt an, dass die Spielfigur Pac-Man zum einen durch den Anblick einer Pizza, bei der ein Stück fehlte, inspiriert ist, sie zum anderen eine vereinfachte Form des japanischen Worts für Mund (口) darstellt.
Im Jahr 1982 veröffentlichte Milton Bradley eine Brettspielversion, in der bis zu vier Spieler gleichzeitig mit einem Plastik-Pac-Man kleine Murmeln fressen müssen.
1981 veröffentlichte das US-amerikanische Musik-Duo Buckner & Garcia das Album Pac-Man Fever, das ausschließlich aus Stücken besteht, die sich um Videospiele drehen. Das Titellied Pac-Man Fever erreichte Platz 8 in den US-Charts. Der Sänger Gerald Mann veröffentlichte 1982 eine deutschsprachige Version des Liedes unter dem Namen Pac Man Fieber.
Die Entdecker der Taq-Polymerase beschrieben die Funktionsweise des Enzyms ähnlich der PacMan Spielfigur. Es wurde später unter dem Markennamen TaqMan kommerzialisiert, das beide Wörter miteinander verband.
Im Juni 2007 fanden in New York City (USA) die ersten Pac-Man-Weltmeisterschaften statt. Gespielt wurde hier nicht die klassische, sondern eine neue „Pac-Man Championship Edition“ (ausschließlich auf der Microsoft Xbox 360 und als Java-Anwendung für Handys verfügbar). Diese Weltmeisterschaften wurden von den Unternehmen Microsoft, Namco Bandai Games und Quiznos finanziert.
Anlässlich des dreißigsten Geburtstags ersetzte Google am 21. Mai 2010 sein Logo auf der Hauptseite 48 Stunden lang durch eine auf JavaScript basierende Variante des Spiels, wobei die Levelgrenzen das Google-Logo nachahmten (siehe auch Doodle). Die Google-Version bot die kompletten 255 Level, wobei der 256. Level mit ähnlichem Darstellungsfehler des Original-Spiels dargestellt wird. Allerdings erscheint hier dann der Schriftzug „GAME OVER“, was das Spiel beendet. Wenn der Spieler zudem zweimal auf den Startbutton „Münze einwerfen“ (oder englisch Insert Coin) drückte, an dessen Stelle normalerweise die Schaltfläche „Auf gut Glück“ sitzt, konnte er auch im Koop-Modus zusammen mit Ms. Pac-Man spielen.
Die Google-Version wurde archiviert und ist auch nach Ablauf der 48-Stunden-Aktion dauerhaft verfügbar. Die ungewöhnlichen Klänge beim Aufruf der Google-Seite mit dem Browser Mozilla Firefox verunsicherten viele Nutzer und die Vielzahl der Anfragen führte zu einem kurzfristigen Zusammenbruch der Supportseiten der Mozilla Foundation. In der Blogosphäre gab es zusätzlich Diskussionen über den wirtschaftlichen Schaden, der durch die spielbedingte längere Verweildauer von Berufstätigen auf den Google-Seiten entstand.
Am 1. April 2015 konnte man bei Google Maps auf den Straßen eines beliebigen Ortes Pac-Man spielen.
Am 29. November 2012 gab das Museum of Modern Art den Erwerb von 14 Computerspielen, darunter Pac-Man, für eine neue Design-Dauerausstellung in den Philip Johnson Galleries ab März 2013 bekannt. In der Bekanntmachung wurden die Titel als herausragende Vertreter im Bereich des Interaktionsdesigns bezeichnet. Kriterien waren demnach neben der visuellen Qualität und der ästhetischen Erfahrung sämtliche Aspekte, die zur Gestaltung der Interaktion beitragen, etwa die Eleganz des Programmcodes oder das Design des Spielerverhaltens.

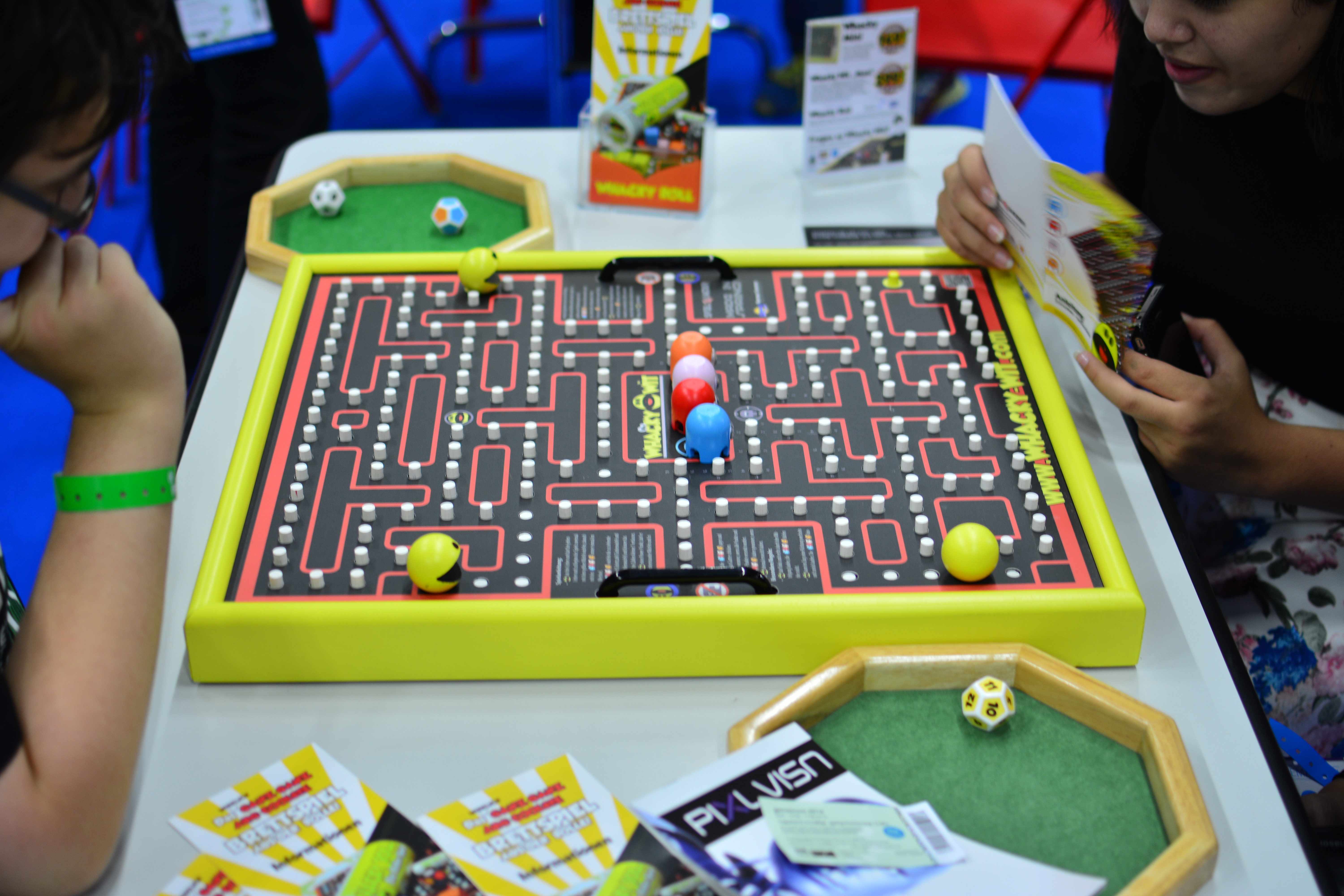
Whacky-Wit-Brettspiel auf der Basis von Pac-Man

In der Wirtschaft gibt es eine sog. Pac-Man-Strategie. Das Prinzip: Schluckt Pac-Man eine bestimmte Pille, wird er vom Gejagten zum Jäger. Übertragen bedeutet dies: Unternehmen können eine Übernahme abwehren, wenn sie versuchen, mit eigenem Kapital selbst den Kaufinteressenten aufzukaufen.
Am Wochenende des 5./6. November 2016 malten Unbekannte eine zwölf Meter breite Pac-Man-Figur auf ein Stück frischer, noch unmarkierter Fahrbahn der österreichischen Südautobahn A2 auf der Pack in der Gegend des Herzogbergtunnels.
2017 absolvierte eine Künstliche Intelligenz die komplexere Variante Ms. Pac-Man mit der bis dato unerreichten Maximalpunktzahl.
Wegen seines ähnlichen Aussehens wurde ein astronomisches Objekt Pac-Man-Nebel benannt.
2021 brachte der Smartphone-Hersteller OnePlus sein Mittelklasse-Smartphone Nord 2 in der x-PAC-MAN-Edition auf den Markt.